# Olszaniki
Olszaniki (ros. Ольшаники) – osiedle w Rosji, w obwodzie leningradzkim, w rejonie wyborskim. W 2010 liczyło 334 mieszkańców.